# 假槟榔青属
假槟榔青属（学名：Pseudospondias）是漆树科下的一个属。

## 下属物种
本属包括以下物种：
- 长叶假槟榔青 Pseudospondias longifolia Engl.
- 小果假槟榔青 Pseudospondias microcarpa (A.Rich.) Engl.